# Hope for Haiti Now: A Global Benefit for Earthquake Relief
Hope for Haiti Now: A Global Benefit for Earthquake Relief é uma maratona televisiva de caridade transmitida no dia 22 de Janeiro de 2010 às 20:00 na América, e à 01:00 do dia 23, segundo o UTC. Foi o programa neste formato mais distribuído da história.  O evento foi transmitido do estúdio 36 do estúdio de televisão CBS, Los Angeles, do Kaufman Astoria Studios em Queens, Nova Iorque, e ainda do clube privado The Hospital em Londres. Também foram feitas reportagens ao vivo do Haiti.
A criação da maratona foi anunciada pela MTV Networks nos Estados Unidos a 15 de Janeiro de 2010, três dias depois do sismo no Haiti a 12 de Janeiro, que tirou a vida a pelo menos 70.000 pessoas.
O programa, o álbum e os vídeos das actuações, estão disponíveis para compra legal no iTunes, e as vendas dos mesmos reverteram para a colheita de fundos para a recuperação do país, sendo doados a organizações humanitárias como World Food Programme, UNICEF, a Red Cross, Oxfam, a Yéle Haiti Foundation, Partners In Health e a Clinton Bush Haiti Fund. O resultado de duas horas de transmissão foi de $30 milhões angariados em doações.

## Participantes
Wyclef Jean apresentou as actuações em Nova Iorque, George Clooney em Los Angeles e Anderson Cooper no Haiti.
Rihanna revelou a 21 de Janeiro, durante o programa televisivo noruguês, Skavlan, que iria actuar uma nova canção intitulada "Stranded (Haiti Mon Amour)", com Jay-Z, Bono e The Edge em Londres.
Em San Francisco, Clint Eastwood e Matt Damon apelaram por doações.

### Aparições
Os períodos de tempo são aproximados e estão sob o horário UTC, dados segundo a MTV:
| Tempo | Localização             | Pessoa(s)                                                 | Descrição                                                                                  |
| ----- | ----------------------- | --------------------------------------------------------- | ------------------------------------------------------------------------------------------ |
| +1:01 | Nova Iorque             | Alicia Keys                                               | Actuação/Abertura: "Prelude to a Kiss"                                                     |
| +1:04 | Los Angeles (ao vivo)   | George Clooney                                            | Discurso: Introdução                                                                       |
| +1:07 | Londres                 | Coldplay                                                  | Actuação: "A Message"                                                                      |
| +1:10 | Los Angeles             | Halle Berry                                               | Discurso: História de Monley Elize                                                         |
| +1:13 | Nova Iorque (ao vivo)   | Bruce Springsteen com alguns membros da The Sessions Band | "We Shall Overcome"                                                                        |
| +1:16 | Haiti                   | Anderson Cooper                                           | Reportagem                                                                                 |
| +1:18 | Los Angeles             | Leonardo DiCaprio                                         | Discurso: Bancos de assistência médica                                                     |
| +1:18 | Nova Iorque             | Stevie Wonder com coro                                    | Actuação: "A Time 2 Love" / "Bridge over Troubled Water"                                   |
| +1:23 | Nova Iorque             | Wyclef Jean                                               | Discurso: Em inglês e crioulo haitiano sobre o acontecimento catastrófico.                 |
| +1:25 | Nova Iorque             | Shakira com The Roots                                     | Actuação: "I'll Stand by You"                                                              |
| +1:29 |                         | Reese Witherspoon                                         | Telefone                                                                                   |
| +1:31 | Haiti                   | Anderson Cooper                                           | Reportagem: Director do orfanato                                                           |
| +1:34 | Nova Iorque             | John Legend                                               | Actuação: "Motherless Child"                                                               |
| +1:39 | Los Angeles             | Jon Stewart                                               | Discurso                                                                                   |
| +1:39 | Nova Iorque             | Mary J. Blige                                             | Actuação: "Hard Times Come Again No More"                                                  |
| +1:41 | Los Angeles             | Samuel Jackson                                            | Discurso: Em frente à bancada de telefones                                                 |
| +1:48 | Los Angeles             | Taylor Swift                                              | Actuação: "Breathless" (por Better Than Ezra)                                              |
| +1:50 | Nicole Kidman           | Discurso: História de Jeannette e Roger                   |                                                                                            |
| +1:52 | Nova Iorque             | Christina Aguilera                                        | Actuação: "Lift Me Up"                                                                     |
| +1:55 |                         | Julia Robers                                              | Telefone                                                                                   |
| +1:56 | Haiti                   | Anderson Cooper                                           | Novas imagens e reportagens de Port-au-Prince                                              |
| +2:01 | Londres                 | Robert Pattinson                                          | Discurso: Sobre Maxine Fallon                                                              |
| +2:01 | Londres                 | Sting com The Roots e Chris Botti na trompete             | Actuação: "Driven to Tears"                                                                |
| +2:03 | São Francisco (ao vivo) | Clint Eastwood e Matt Damon                               | Discurso: Sobre pessoas que perderam as suas vidas                                         |
| +2:03 | Londres                 | Beyoncé com Chris Martin no piano                         | "Halo"                                                                                     |
| +2:08 |                         | Steven Spielberg                                          | Telefone                                                                                   |
| +2:12 | Los Angeles             | Morgan Freeman                                            | Discurso: Sobre tragédia e poema de Calamaro Querido Cantando Al Salmón (Kalamu ya Salaam) |
| +2:12 | Los Angeles             | Sheryl Crow, Kid Rock e Keith Urban                       | Actuação: "Lean on Me"                                                                     |
| +2:16 | Haiti (ao vivo)         | Anderson Cooper                                           | Entrevista com jovem menina natural do país                                                |
| +2:18 | Nova Iorque (ao vivo)   | Bill Clinton                                              | Discurso: Representando a Clinton-Bush Haiti Fund                                          |
| +2:21 | Nova Iorque             | Madonna com coro e banda                                  | Actuação: "Like a Prayer"                                                                  |
| +2:23 | Los Angeles             | Ben Stiller                                               | Discurso sobre escolas no Haiti                                                            |
| +2:25 |                         | Sanjay Gupta                                              | Vídeos sobre facilidades médicas                                                           |
| +2:25 | Haiti (ao vivo)         | Anderson Cooper & Sanjay Gupta                            |                                                                                            |
| +2:31 | Los Angeles             | Justin Timberlake e Matt Morris                           | "Hallelujah"                                                                               |
| +2:33 |                         | Taylor Swift                                              | Telefone                                                                                   |
| +2:33 | Los Angeles             | Muhammad Ali e Chris Rock                                 | Chris leu uma mensagem por Ali                                                             |
| +2:34 | Los Angeles             | Jennifer Hudson com The Roots                             | Actuação: "Let It Be"                                                                      |
| +2:37 | Haiti (ao vivo)         | Anderson Cooper                                           | Entrevista com uma enfermeira e um rapaz, Monley Elize                                     |
| +2:40 | Los Angeles (ao vivo)   | Brad Pitt                                                 | Discurso: Introdução a Emeline Michel                                                      |
| +2:40 | Nova Iorque             | Emeline Michel                                            | Actuação: "Many Rivers to Cross"                                                           |
| +2:44 | Los Angeles (ao vivo)   | Tom Hanks                                                 | Discurso: Sobre Farina L'Enjou, que procurou a sua família durante 60 horas                |
| +2:45 | Londres                 | Jay-Z, Rihanna, The Edge, e Bono                          | Actuação: "Stranded (Haiti Mon Amour)"                                                     |
| +2:49 |                         | Stevie Wonder                                             | Telefone                                                                                   |
| +2:50 | Los Angeles             | Julia Roberts                                             | Discurso; Sobre bebé Daphne                                                                |
| +2:52 | Nova Iorque             | Dave Matthews e Neil Young                                | Actuação: "Alone and Forsaken" (por Hank Williams)                                         |
| +2:55 | Los Angeles (ao vivo)   | Denzel Washington                                         | Discurso: Sobre citação de Martin Luther King                                              |
| +2:58 | Nova Iorque             | Wyclef Jean                                               | Actuação: "Rivers of Babylon" / "Yéle" (dueto de Wyclef & Melky Jean)                      |

### Celebridades que atenderam chamadas
A lista abaixo inclui as celebridades que atenderam as chamadas ao longo do programa:
| - Alyssa Milano - Rose McGowan - Ben Affleck - Tim Allen - Jennifer Aniston - David Archuleta - Alec Baldwin - Ellen Barkin - Drew Barrymore - Jack Black - Emily Blunt - Russell Brand - Benjamin Bratt - Pierce Brosnan - Gerard Butler - Chevy Chase - Kristin Chenoweth - Sacha Baron Cohen - Common - Cat Cora - Bradley Cooper - Daniel Craig - Cindy Crawford - Penelope Cruz - Billy Crystal - John Cusack - Eric Dane - Ellen DeGeneres | - Leonardo DiCaprio - Fran Drescher - Michael Clarke Duncan - Zac Efron - Jenna Elfman - Colin Farrell - Andy Garcia - Mel Gibson - Tyrese Gibson - Selena Gomez - Neil Patrick Harris - Taraji P. Henson - Tom Hanks - Djimon Hounsou - Vanessa Hudgens - Randy Jackson - Jimmy Jean-Louis - Dwayne Johnson - Joe Jonas - Kevin Jonas - Nick Jonas - Quincy Jones - Diane Keaton - Michael Keaton - Anna Kendrick - Greg Kinnear | - Jane Krakowski - John Krasinski - Jessica Lange - Taylor Lautner - Daniel Day Lewis - Jared Leto - Justin Long - Ewan McGregor - Tobey Maguire - Ricky Martin - Katharine McPhee - Debra Messing - Jack Nicholson - Keke Palmer - Holly Robinson Peete - Tyler Perry - Chris Pine - Jeremy Piven - Jeremy Renner - Tim Robbins - Julia Roberts - Ray Romano - Jeri Ryan - Meg Ryan | - Zoe Saldana - Adam Sandler - Nicole Scherzinger - Gabourey Sidibe - Kimora Lee Simmons - Russell Simmons - Christian Slater - Steven Spielberg - Molly Sims - Ringo Starr - Taylor Swift - Charlize Theron - Ashley Tisdale - Marisa Tomei - Amber Valletta - Sofia Vergara - Mark Wahlberg - Joe Walsh - Sigourney Weaver - Forest Whitaker - Olivia Wilde - Rainn Wilson - Robert De Niro - Robin Williams - Reese Witherspoon - Stevie Wonder - Noah Wyle |

## Cobertura
- Internacional: On-line via YouTube,[12] Comedycentral.com, CNN.com Live, Bebo e CNN iPhone app.[13]
- América Latina:Transmitido através da CNN en Español, CNN International, MTV Latin America, VH1, National Geographic Channel, MuchMusic, Warner Channel, People and Arts, Discovery Home and Health, E!, Animax, Cartoon Network e Boomerang. CNN en Español transmitiu com vozes a traduzir os repórteres, conversações ao telefone e introduções às actuações musicais em espanhol.
- Brasil: Transmitido através exclusivamente na TV Aberta pela MTV Brasil[14] e pelos mesmos canais pagos da América Latina.
- Austrália (AEDT): Ao vivo da MTV Australia, VH1 Australia, CNN, e Network Ten; repetindo às 8:30 p.m. na National Geographic Channel, 9 p.m. na E! e 10 p.m. na Style Network.[3]
- Áustria: Ao vivo da ORF 1, MTV Áustria e VIVA Austria.
- Bélgica: Transmitido ao vivo às 02:00 pela CET na CNN International, National Geographic Channel, MTV, TMF.
- Canadá: Ao vivo pela CTV, CBC Television, Global, MuchMusic, Citytv, CP24 e MTV Canada.[15] Foi ainda transmitido pela Internet por CTV.ca, GlobalTv.com, Citytv.com e CP24.com.
- Dinamarca: Através da TV2 Denmark, National Geographic CNN e MTV entre as 02.00 e as 04.00.[16]
- Finlândia: YLE Teema.
- France: BFM TV e MTV France.
- Alemanha: MTV Germany, VIVA Germany, TNT Serie e National Geographic Channel.
- Hong Kong: Ao vivo com início às 9:00 com repetição às 21:00 pela MTV Asia e às 20:00 pela TVB Pearl com legendas em chinês.
- Hungria: MTV Hungary,  Viva Hungary e National Geographic Channel.
- Indonésia: Global TV.
- Irlanda: TV3.
- Israel: Às 03:00 pelo Channel 10, as well as MTV, National Geographic, VH1 and CNN International.
- Macedónia: MRTV, A1, Kanal 5, Alfa TV.
- Países Baixos: Às 02:00 pela Nederland 3, CNN International, National Geographic Channel Nederland, MTV NL, TMF Nederland e VH1 Europe .
- Noruega:TVNorge e National Geographic Channel. Também foi transmitido pela NRK3 às 21:30 a 23 de Janeiro.[17]
- Polónia: VIVA Polska.
- Roménia: Através da Antena 3, às 03:00.[18]
- Rússia: MTV Russia.
- Eslováquia: TV Doma às 10:30 a 23 de Janeiro.
- Eslovénia: Ao vivo pela  TV Slo 1.
- Suécia: Ao vivo pela MTV,[19] TV4 e Kanal 5. A repetição teve luga na SVT1, TV3, e MTV.[20]
- Turquia: MTV Turkey, TNT]], National Geographic Channel, CNN Turk.
- Ucrânia: Ao vivo pela MTV Ukraine.
- Reino Unido: Transmitido à 01:00 na MTV e VH1, mais Viva, CNN International, BET, National Geographic Channel, The Style Network e E! Entertainment.[21]
- Estados Unidos: Foi transmitido ao vivo a 22 de Janeiro de 2010 às 20:00 pelos canais MTV (incluindo MTV, VH1, e CMT), e ainda ABC, CBS, Fox, NBC, PBS, The CW, BET, CNN, CNN International, MSNBC, TNT, Comedy Central, Bravo (US), Oxygen, E!, Style Network, G4, Fuse TV, ReelzChannel, MLB Network, Current TV, Discovery Health, HBO, Showtime, National Geographic Channel, Pets TV, The Smithsonian HD Channel, Planet Green, and The Weather Channel.[22]
- Portugal: Transmitido pelo canal por cabo, MTV Portugal à 01:00 com duração de duas horas.[2]  Foi ainda transmitido em partes pelo canal português SIC, e por outros canais pagos como AXN, FOX e VH1.[23]